# Isoscelipteron philippinicola
Isoscelipteron philippinicola är en insektsart som beskrevs av U. Aspöck och H. Aspöck 1991. Isoscelipteron philippinicola ingår i släktet Isoscelipteron och familjen Berothidae. Inga underarter finns listade i Catalogue of Life.